# トーマス・パーテイ
- トーマス・パーティ
- トーマス・パーティー
- トーマス・パルテイ
- トーマス・パルティ

トーマス・テイェ・パーテイ（Thomas Teye Partey、1993年6月13日 - ）は、ガーナ・オドゥマセ・クロボ出身のサッカー選手。ガーナ代表。ポジションはミッドフィールダー。
ユニフォームの背中に入るネームはファーストネームであるトーマス（THOMAS）表記。
日本では、姓を「パーテイ」 の他、「パーティー」「パルテイ」 などと表記されることがある。

## クラブ経歴

### ユース
オドゥマセ・クロボに生まれ、元々は地元のオドメターFCのユースに所属していた。2011年にアトレティコ・マドリードの下部組織に移籍、翌2012年にはアトレティコ・マドリードBに移籍。2013年3月10日のレアル・ソシエダとのホーム戦(0-1)で初めてアトレティコ・マドリードのトップチームに招集された。しかし、この試合で彼は起用される事なかった。

#### マジョルカ
2013年7月12日にセグンダ・ディビシオンへの降格が決定したマジョルカにレンタル移籍。8月18日、CEサバデルとのアウェー戦(0-4)で初出場した。9月15日、エルクレスCF戦(2-2)で初得点を記録した。2013-14シーズンは、リーグ37試合(2972分間)出場し、5得点を記録した。

#### アルメリア
2014年7月27日にはプリメーラ・ディビシオンのUDアルメリアにレンタル移籍。8月23日RCDエスパニョールとのホーム戦(1-1)でラ・リーガ初出場をした。2015年4月11日、グラナダCFとのホーム戦(3-0)で、ラ・リーガ初得点を記録した。

### アトレティコ・マドリード

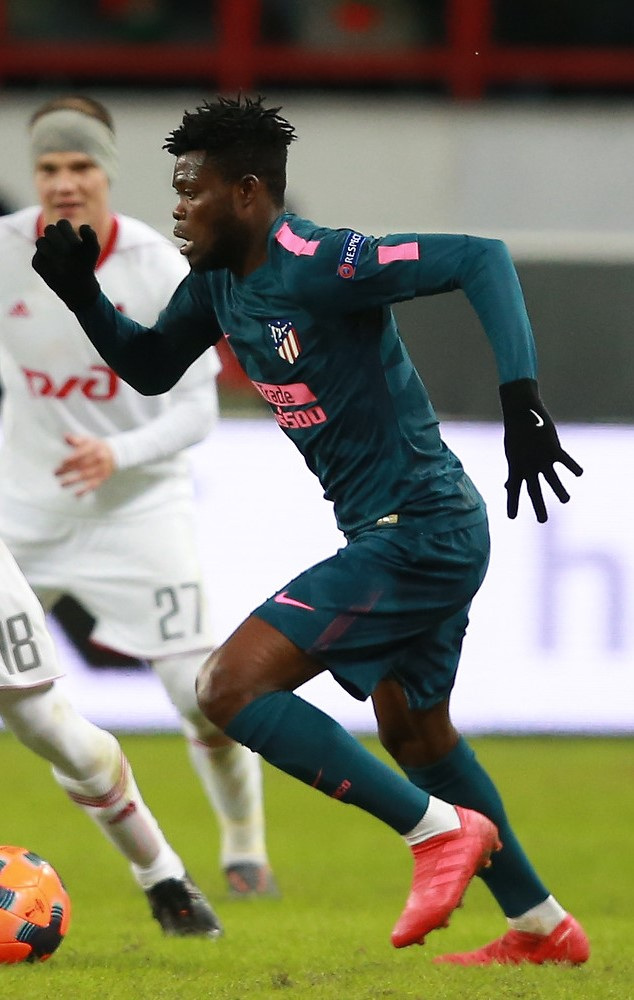
アトレティコでのトーマス(2018年)

アトレティコに復帰後、2015年11月28日に行われたエスパニョールとのホーム戦(1-0)で、ルシアーノ・ビエットに代わって入り、トップチームでの初出場を果たした。2016年1月2日、レバンテUD戦でアトレティコ・マドリードでの初得点を決めた。5月28日、UEFAチャンピオンズリーグ 2015-16 決勝では116分にコケとの交代で出場した。
2017‐18シーズンからは、ピボーテのレギュラー格として多くの出場機会を得ていた。

### アーセナル
2020年10月5日、アーセナルFCが契約解除金をリーガ・デ・フトボル・プロフェシオナル（スペイン・プロリーグ機構）へ預託する形で契約解除条項を行使し、アトレティコとの契約を解消した上で、アーセナルへの完全移籍が発表された。背番号は18番。この際、タイトルよりも高額な給料を優先して移籍した（20-21シーズン、アーセナルはリーグ7位に対してアトレティコは優勝した）ことや、アトレティコに対して不意打ちのような形で移籍市場最終日に契約解除したことなどから、SNS上でアトレティコファンから厳しい批判を受けた。
同年10月17日、プレミアリーグのマンチェスター・シティFC戦において途中出場しアーセナル選手として公式戦初出場を果たした。
2021年6月29日、21-22シーズンより背番号を5番に変更することが公式発表された。同年8月1日、プレシーズンマッチのチェルシー戦で右足首の靭帯を負傷し約１ヶ月の離脱をした。同年10月22日、プレミアリーグのアストン・ヴィラFC戦でコーナーキックをヘディングで合わせアーセナル移籍後初ゴールを決めた。2022年1月20日、アフリカネイションズカップ2021敗退直後となったカラバオ杯のリヴァプール戦において74分から途中出場するも87分、90分と立て続けにイエローカードを受けて退場処分となった。同年4月4日、プレミアリーグのクリスタル・パレス戦において右大腿部の筋肉を負傷。シーズン絶望の怪我となった。
22−23シーズン第9節、トッテナムとのノースロンドンダビーでミドルシュートを決め、チームの勝利に貢献した。
2023年9月3日のプレミアリーグのマンチェスター・ユナイテッドFC戦前の練習中に鼠径部を負傷し、10月3日のCLグループステージ第2戦のRCランス戦でベンチ復帰するまで約1ヶ月の離脱となった。しかし、10月24日のCLグループステージ第3戦セビージャFC戦前の練習の最後で筋肉を負傷し再び離脱となった。2024年3月4日、プレミアリーグ第27節シェフィールド・ユナイテッドFC戦で途中出場し4ヶ月以上ぶりに実戦復帰を果たした。
2025年6月30日に契約満了。

## 代表歴
2016年6月5日に行われたアフリカネイションズカップ2017予選のモーリシャス代表戦で80分にフランク・アチェンポンとの交代でガーナ代表初出場。2017年9月1日の2018 FIFAワールドカップ・アフリカ予選のコンゴ共和国戦（ホーム）で代表初得点を挙げた。続く9月5日のアウェーでのコンゴ共和国戦ではハットトリックを達成した。
2022年1月4日、アフリカネイションズカップ2021に向けた最終招集メンバーに選出された。同大会はグループステージ3試合全てに出場しガボン代表戦とコモロ代表戦でそれぞれアシストを記録。2アシストと活躍するもチームは1分2敗の最下位でグループステージ敗退となった。
2022年11月14日、2022 FIFAワールドカップのガーナ代表メンバーに招集された。同大会ではグループステージ3試合全てに先発フル出場するもチームは惜しくもグループステージ敗退となった。
2024年1月1日、アーセナルでの2023年10月からの長期離脱によりアフリカネイションズカップ2023への招集は見送られた。ガーナ代表監督のクリス・ヒュートンはトーマスのキャリア最大の負傷であり大会には間に合わないと明かした。

## 刑事裁判
2025年7月4日、5件の強姦と1件の性的暴行の容疑で起訴されたと報じられた。。

## 個人成績

### クラブ
2023-24シーズン終了時点
| クラブ                   | シーズン     | リーグ戦       | リーグ戦 | リーグ戦 | 国内カップ | 国内カップ | リーグカップ | リーグカップ | 国際大会 | 国際大会 | その他 | その他 | 合計 | 合計 |
| クラブ                   | シーズン     | ディビジョン   | 出場     | 得点     | 出場       | 得点       | 出場         | 得点         | 出場     | 得点     | 出場   | 得点   | 出場 | 得点 |
| ------------------------ | ------------ | -------------- | -------- | -------- | ---------- | ---------- | ------------ | ------------ | -------- | -------- | ------ | ------ | ---- | ---- |
| RCDマジョルカ (loan)     | 2013-14      | セグンダ       | 37       | 5        | 1          | 0          | -            | -            | -        | -        | -      | -      | 38   | 5    |
| UDアルメリア (loan)      | 2014-15      | ラ・リーガ     | 31       | 4        | 1          | 0          | -            | -            | -        | -        | -      | -      | 32   | 4    |
| アトレティコ・マドリード | 2015-16      | ラ・リーガ     | 13       | 2        | 5          | 1          | -            | -            | 5        | 0        | -      | -      | 23   | 3    |
| アトレティコ・マドリード | 2016-17      | ラ・リーガ     | 16       | 1        | 2          | 0          | -            | -            | 6        | 0        | -      | -      | 24   | 1    |
| アトレティコ・マドリード | 2017-18      | ラ・リーガ     | 33       | 3        | 3          | 1          | -            | -            | 14       | 1        | -      | -      | 50   | 5    |
| アトレティコ・マドリード | 2018-19      | ラ・リーガ     | 32       | 3        | 3          | 0          | -            | -            | 6        | 0        | 1      | 0      | 42   | 3    |
| アトレティコ・マドリード | 2019-20      | ラ・リーガ     | 35       | 3        | 1          | 0          | -            | -            | 8        | 1        | 2      | 0      | 46   | 4    |
| アトレティコ・マドリード | 2020-21      | ラ・リーガ     | 3        | 0        | 0          | 0          | -            | -            | 0        | 0        | -      | -      | 3    | 0    |
| アトレティコ・マドリード | 通算         | 通算           | 132      | 12       | 14         | 2          | -            | -            | 39       | 2        | 3      | 0      | 188  | 16   |
| アーセナルFC             | 2020-21      | プレミアリーグ | 24       | 0        | 1          | 0          | 0            | 0            | 8        | 0        | -      | -      | 33   | 0    |
| アーセナルFC             | 2021-22      | プレミアリーグ | 24       | 2        | 0          | 0          | 2            | 0            | -        | -        | -      | -      | 26   | 2    |
| アーセナルFC             | 2022-23      | プレミアリーグ | 33       | 3        | 1          | 0          | 0            | 0            | 6        | 0        | -      | -      | 40   | 3    |
| アーセナルFC             | 2023-24      | プレミアリーグ | 14       | 0        | 0          | 0          | 0            | 0            | 1        | 0        | 1      | 0      | 16   | 0    |
| アーセナルFC             | 通算         | 通算           | 95       | 5        | 2          | 0          | 2            | 0            | 15       | 0        | 1      | 0      | 115  | 5    |
| キャリア通算             | キャリア通算 | キャリア通算   | 295      | 25       | 18         | 2          | 2            | 0            | 54       | 2        | 4      | 0      | 373  | 30   |

### 代表
出場大会
- ガーナ代表

2017年 - アフリカネイションズカップ2017（4位）
2019年 - アフリカネイションズカップ2019（ベスト16）
2022年 - アフリカネイションズカップ2021（グループステージ敗退）
2022年 - 2022 FIFAワールドカップ（グループステージ敗退）
試合数
2023年10月17日現在
- 国際Aマッチ 47試合 13得点（2016年-）[39]

| ガーナ代表 | 国際Aマッチ | 国際Aマッチ |
| 年         | 出場        | 得点        |
| ---------- | ----------- | ----------- |
| 2016       | 5           | 0           |
| 2017       | 10          | 5           |
| 2018       | 4           | 2           |
| 2019       | 9           | 3           |
| 2020       | 2           | 0           |
| 2021       | 4           | 2           |
| 2022       | 9           | 1           |
| 2023       | 4           | 0           |
| 2024       |             |             |
| 通算       | 47          | 13          |

得点
| #  | 開催日         | 開催地                                                   | 対戦国           | スコア | 結果 | 大会                                 |
| -- | -------------- | -------------------------------------------------------- | ---------------- | ------ | ---- | ------------------------------------ |
| 1  | 2017年9月1日   | クマシ、ババ・ヤラ・スタジアム                           | コンゴ共和国     | 1-1    | 1-1  | 2018 FIFAワールドカップ・予選        |
| 2  | 2017年9月5日   | ブラザヴィル、スタッド・ミュニシパル・デ・キンテレ       | コンゴ共和国     | 2-0    | 5-1  | 2018 FIFAワールドカップ・予選        |
| 3  | 2017年9月5日   | ブラザヴィル、スタッド・ミュニシパル・デ・キンテレ       | コンゴ共和国     | 3-1    | 5-1  | 2018 FIFAワールドカップ・予選        |
| 4  | 2017年9月5日   | ブラザヴィル、スタッド・ミュニシパル・デ・キンテレ       | コンゴ共和国     | 4-1    | 5-1  | 2018 FIFAワールドカップ・予選        |
| 5  | 2017年10月15日 | ジッダ、キング・アブドゥッラー・スポーツシティ           | サウジアラビア   | 3-0    | 3-0  | 親善試合                             |
| 6  | 2018年5月30日  | 横浜市、横浜国際総合競技場                               | 日本             | 2-0    | 2-0  | 親善試合                             |
| 7  | 2918年6月7日   | レイキャヴィーク、ラウガルタルスヴェルル                 | アイスランド     | 2-2    | 2-2  | 親善試合                             |
| 8  | 2019年3月26日  | アクラ、アクラ・スポーツ・スタジアム                     | モーリタニア     | 3-1    | 3-1  | 親善試合                             |
| 9  | 2019年7月2日   | スエズ、スエズ・スタジアム                               | ギニアビサウ     | 2-0    | 2-0  | アフリカネイションズカップ2019       |
| 10 | 2019年11月14日 | ケープ・コースト、ケープ・コースト・スポーツ・スタジアム | 南アフリカ共和国 | 1-0    | 2-0  | アフリカネイションズカップ2021・予選 |
| 11 | 2021年10月9日  | ケープ・コースト、ケープ・コースト・スポーツ・スタジアム | ジンバブエ       | 2-1    | 3-1  | 2022 FIFAワールドカップ・予選        |
| 12 | 2021年10月12日 | ハラレ、ナショナル・スポーツ・スタジアム                 | ジンバブエ       | 1-0    | 1-0  | 2022 FIFAワールドカップ・予選        |
| 13 | 2022年3月29日  | アブジャ、アブジャ・スタジアム                           | ナイジェリア     | 1-0    | 1-1  | 2022 FIFAワールドカップ・予選        |

## タイトル

### クラブ
アトレティコ・マドリード
- UEFAヨーロッパリーグ: 2017-18
- UEFAスーパーカップ：2018

アーセナルFC
- FAコミュニティ・シールド：1回 (2023)